# Eileen Heckart
Anna Eileen Heckart (Columbus, 29 maart 1919 - Norwalk, 31 december 2001) was een Amerikaans actrice. Zij won in 1973 een Academy Award voor haar bijrol als Mrs. Baker in Butterflies Are Free, nadat zij in 1957 hiervoor al eens was genomineerd voor die als Hortense Daigle in The Bad Seed. Zij won daadwerkelijk een Golden Globe voor The Bad Seed, een Emmy Award voor haar gastrol in Love & War en een National Board of Review Award samen met de gehele cast van The First Wives Club.
Heckart trouwde in 1942 met John Harrison Yankee Jr., met wie ze zonen Mark, Philip en Luke Yankee kreeg. Ze bleven samen tot aan zijn overlijden in 1997. Vier jaar later stierf Heckart zelf aan longkanker.

## Filmografie
*Exclusief twintig televisiefilms
- The First Wives Club (1996)
- Heartbreak Ridge (1986)
- Seize the Day (1986)
- Burnt Offerings (1976)
- The Hiding Place (1975)
- Zandy's Bride (1974)
- Butterflies Are Free (1972)
- The Tree (1969)
- No Way to Treat a Lady (1968)
- Up the Down Staircase (1967)
- My Six Loves (1963)
- Heller in Pink Tights (1960)
- Hot Spell (1958)
- The Bad Seed (1956)
- Bus Stop (1956)
- Somebody Up There Likes Me (1956)
- Miracle in the Rain (1956)

## Televisieseries
*Exclusief eenmalige gastrollen
- Cybill - Marge (1996-1998, drie afleveringen)
- Murder One - Frances Wyler (1996, zes afleveringen)
- The 5 Mrs. Buchanans - Mother Emma Buchanan (1994-1995, zeventien afleveringen)
- Annie McGuire - Emma Block (1988-1989, tien afleveringen)
- Partners in Crime - Jeanine (1984, dertien afleveringen)
- Out of the Blue - The Boss Angel (1979, zes afleveringen)
- Backstairs at the White House - Mrs. Eleanor Roosevelt (1979, vier afleveringen)
- Alice - Rose Hyatt (1976, twee afleveringen)
- Mary Tyler Moore - Flo Meredith (1975-1976, drie afleveringen)
- The Fugitive - Sister Veronica (1964-1967, drie afleveringen)